# Woodsia gorovoii
Woodsia gorovoii là một loài dương xỉ trong họ Woodsiaceae. Loài này được Krestsch. & Shmakov mô tả khoa học đầu tiên năm 2007.
Danh pháp khoa học của loài này chưa được làm sáng tỏ. 